# 迈克尔·凯特利
米高·約翰·禮利（英語：Michael John Kightly，1986年1月24日—）出生於英格蘭埃塞克斯郡的巴西爾登（Basildon），是一名職業足球員，司職翼鋒。
禮利於學童時期在熱刺受訓，惟未獲晉升機會而加盟家鄉球隊巴西爾登聯，不久後獲修安聯接納而首嘗聯賽滋味，但僅效力兩年便遭放棄。禮利轉投非聯賽隊伍格雷斯後開始展露光芒，最終獲狼隊的賞識而平步青雲。

## 生平

### 球會
早年
禮利於在學時期效力熱刺，但最終被放棄，其後轉投在非聯賽作賽的家鄉球會巴西爾登聯（Basildon United）。於2003年3月獲修安聯賞識收歸旗下，在2002/03年球季煞科日作客艾斯特城，禮利於完場前後補處子登場。2003年12月9日英格蘭聯賽錦標主場3-0淘汰盧頓，禮利射入個人首個入球。12月12日禮利簽署首份職業合約，為期18個月，直到2005年夏季才屆滿。
在效力修安聯的三個球季，禮利雖然獲派在所有盃賽上陣，卻只有13場聯賽出場機會，僅有兩次正選出戰。2004/05年球季僅獲一次出場後，於2004年10月22日被外借到費布洛治（Farnborough Town）1個月汲取上陣經驗，其後再延長多1個月，最終於2005年1月21日在3個月借用期滿後才返回修安聯，期間獲派11場上陣。禮利直到球季結束只能坐在後補席沒有出場機會，雖然修安聯透過附加賽來季升級英甲，但時任領隊史堤夫·泰臣（Steve Tilson）卻在這時告訴禮利球隊不再需要他。
格雷斯
剛升級議會全國聯賽的格雷斯簽入禮利，2005年10月15日主場5-0大勝史卡保罗夫（Scarborough），禮利射入加盟以來首個入球。禮利持續有出色的表現，獲球迷票選為12月份「議會全國聯賽每月最佳球員」。2006年4月19日次循環作客再對史卡保罗夫，禮利更大演帽子戲法，協助格雷斯以7-2的紀錄再次淨勝5球。格雷斯最終在聯賽取得第3位，可以參加升級附加賽，雖然禮利在準決賽次回合射入一球，但兩回合累計4-5負於夏利法斯（Halifax Town）被淘汰。可是格雷斯卻成功晉級英格蘭足總錦標決賽，於5月14日以2-0擊敗胡京（Woking）蟬聯冠軍。禮利作為一名翼鋒球員，在格雷斯的首季合共射入15球。
2006/07年球季禮利繼續留效格雷斯，開季連續4場均取得入球，未到11月已有10球斬獲，並獲徵召加入英格蘭C隊。禮利出色的表現獲得英冠球會狼隊的垂青，於2006年11月17日以兩個月緊急借用形式加盟，在轉會窗重開前先行轉會，因而錯過代表英格蘭C隊上陣的機會。12月2日首次披上狼隊球衣，作客出戰的對手正正是棄用他的母會修安聯，狼隊以1-0小勝終場。禮利在第二場比賽對昆士柏流浪即射入加盟後首個入球兼一箭定江山，穩奪聯賽3分。拆禮物日聯賽作客對打比郡，禮利於完場前射入一球成2-0。禮利在正式轉會狼隊前，為格雷斯效力的18個月在聯賽上陣53場，其中45場為正選，射入24球。
禮利於2007年7月14日隨同狼隊返回格雷斯進行季前熱身賽，是兩間球會作為禮利交易的部分條款，雙方踢成0-0平手，禮利可以正式與格雷斯球迷說再見，並獲得球迷的熱情的款待。
狼隊
2007年1月1日轉會窗重開，在借用期間5場入2球的禮利正式投效狼隊，簽約兩年半，狼隊只需付給格雷斯象徵費用，據報僅為25,000英鎊，當時禮利在格雷斯只賺取300英鎊週薪，而在簽約前夕，曼聯亦有意收購這名號稱「非聯賽的傑斯」（The Ryan Giggs of non-league football）的球員，其後禮利表示雖聽聞曼聯曾聯絡格雷斯，但他仍非常樂意效力狼隊。禮利在餘下的球季在狼隊成為常規正選，為球隊再射入多6球，包括在聯賽煞科日作客對莱斯特城，禮利射入反超前2-1的一球，最終協助狼隊以4-1獲勝及取得聯賽第5位的成績，可以參加升級附加賽。禮利的表現獲得狼隊球迷的認同，在投票狼隊年度最佳球員選舉中，得票僅次於門將馬特·梅利（Matt Murray）獲第二位。狼隊在升級附加賽準決賽兩回合累計2-4不敵同是來自黑鄉（Black Country）的西布朗，無緣升級。季後傳聞禮利與多間英超球會包括阿士東維拉、查爾頓、熱刺、樸茨茅夫及愛華頓等拉上關係，他於6月18日簽署四年新約平息流言。
2007/08年球季是禮利加盟後的首個完整球季，2007年8月19日作客3-1擊敗錫周三，禮利射入本季個人首個入球；10月24日作客對卡迪夫城，禮利梅開二度協助球隊險勝3-2，更升上聯賽榜第三位。11月25日「黑鄉打吡」作客0-0賽和西布朗，禮利下半場觸傷足踝離場，戴後需要扶柺杖協助步行，這次受傷使他缺席整個聖誕節賽期。他於2008年1月初恢復操練，1月5日在足總盃第三圈對剑桥联後補入替踢了30分鐘，射入一球及交出一個助攻，協助狼隊2-1獲勝過關。賽後足踝傷患復發，再次缺席兩場聯賽，狼隊自禮利受傷缺陣的9場聯賽只嘗1勝，1月24日足總盃第四圈作客4-1擊敗屈福特，禮利於完場前後補上陣。賽後週日復操僅20分鐘，足踝再次感到痛楚，最終於2月29日接受手術希望根治傷患，可望在季尾復出。3月3日舉行的「2008年足球聯賽頒獎禮」（Football League Awards），禮利獲選「年度最佳青年球員」（Young Player of the Year）。4月10日禮利在預備隊復出踢了半場比賽，雖然狀態未足，仍希望為球隊爭取升級附加賽席位盡一分力。4月19日主場1-1賽和葉士域治，禮利正式在一隊復出，於下半場後補上陣，4月22日主場對卡迪夫城，禮利正選上陣，下半場為球隊攻入最後一球以3-0大勝對手，保持一絲晉身附加賽的機會，賽後獲領隊麦卡锡點名稱讚；4月26日作客對高雲地利，狼隊半場落後0-1，下半場禮利在禁區內被侵犯獲判十二碼，由比歷克主罰入網扳平1-1完場；5月4日聯賽煞科日主場僅能1-0小勝普利茅夫，與屈福特同分，以1球得失球差不及而失落附加賽席位。在這個被受傷患影響的球季，禮利僅上陣25場及射入5球。每到季後總有傳聞禮利將會跳槽，狼隊首席執行官莫可希（Jez Moxey）率先否認，雖然言之鑿鑿禮利將會轉投布力般流浪或韋斯咸，領隊麦卡锡保證無人離隊，6月24日禮利簽署四年新約結束一切的蜚短流長。
2008/09年球季揭幕戰作客的對手正正是上季最後一戰的普利茅夫，禮利為狼隊射入本季首個入球扳平1-1，最終2-2和局完場。8月30日聯賽主場5-1大勝諾定咸森林，禮利梅開二度，開季4場聯賽射入3球。禮利成為狼隊的當然正選，在9月30日主場0-3負於雷丁感到腿筋刺痛而提早離場，初時恐怕要養傷1個月，麦卡锡慌忙從新特蘭借用卡路士·艾華斯作為替補，但僅缺陣1場即在10月18日對高雲地利及時復出，並射入一球協助球隊反勝2-1。11月8日狼隊主場2-0擊敗般尼，禮利包辦主隊兩個入球。禮利在新年前已射入7球，而狼隊亦在聯賽榜上獨佔鼇頭，領隊麦卡锡再次強調不會在1月轉會窗將禮利出售。2009年3月21日作客對諾定咸森林，已4個多月未有進賬的禮利於下半場一箭定江山，為狼隊增添3分，聯賽尚餘六輪，在榜首領先次席的伯明翰城5分。3月31日禮利在一場無關重要對梳士貝利的友誼賽中受傷離場，賽後掃瞄證實左腳蹠骨骨折，將缺席球季餘下的比賽。4月18日狼隊聯賽主場1-0擊敗昆士柏流浪後，提早兩輪確定直接升級英超資格，4月25日狼隊作客1-1賽和班士利後確定贏得聯賽冠軍。4月26日禮利入選PFA英冠年度最佳陣容。
但禮利在英超的首季仍然受到傷患困擾，直到2009年9月中才告康復，於0-0賽和首次在英超亮相，在11月底對伯明翰城時又弄傷腳踝，需要動手術而缺陣8星期，在腳踝傷患好轉時，其膝蓋又出問題，連續的傷患直到球季結束仍未復原，整季僅上陣10場。
2010年7月，禮利經歷漫長的復康治療，包括採用反重力跑步機（anti-gravity treadmill），終於可以重返球隊，前往愛爾蘭進行季前熱身賽。雖然未有獲得狼隊註冊入英超25人參賽名單內，時任領隊米克·麥卡錫認為如禮利傷癒，可先行外借恢復狀態，於1月再重新加入大隊。在腳踝痊癒後，禮利於10月26日遠赴瑞典接受手術治理右膝蓋的髕骨肌腱問題。12月21日禮利再上手術床，輪到左膝蓋接受與10月相同的手術。
過去兩季僅合共在英超上陣13場，2011年7月18日尚餘一年合約在身的禮利獲狼隊延長多一年合約。10月11日於球季上陣5場後，禮利獲准外借到英冠球會屈福特，為期1個月以爭取更多上陣時間。禮利逐漸恢復狀態，更於11月19日主場2-0勝取得加盟後首球，隨即獲延長借用至翌年1月3日，期間合共上陣12場及射入3球。
史篤城
於狼隊降班英冠及僅餘一年合約，禮利在2012年8月8日以沒有透露的7位數字轉會費加盟史篤城，合約的年期亦沒有透露。8月18日英超開鑼日史篤城作客升班馬雷丁，禮利於上半場為球隊首開記錄，最終各一言和收場。
2013年9月2日，史篤城將27歲的禮利外借到英冠球會般尼一個球季。

### 國家隊
2007年8月16日禮利獲徵召加入英格蘭U21備戰對羅馬尼亞U21的友誼賽，是8名新面孔之一，於8月21日首次披甲擔任正選踢了上半場的45分鐘。9月11日在2009年歐洲U-21足球錦標賽外圍賽作客出戰保加利亞U21，禮利下半場入替艾邦拉荷，英格蘭U21小勝2-0。
2008年2月尾禮利接受足踝手術後，缺席3月25日在狼隊主場摩連納斯球場（Molineux stadium）對波蘭U21的友誼賽。雖然在球季末復出，但仍未百分百復原，於5月4日再次退出對威爾斯U21的友誼賽。8月19日主賽友賽斯洛文尼亞U21，禮利下半場入替占士·米拿，有一次左腳射門中柱不入。9月5日主場2-0擊敗葡萄牙U21，英格蘭U21確保2009年歐洲U-21足球錦標賽附加賽的資格，禮利於完場前才後補上陣。11月18日主場友賽2-0擊敗捷克U21，禮利是四名踢足全場的球員之一。英格蘭U21教練皮雅斯在首次徵召禮利時，曾告訴他自己亦是由非聯賽球員身份扶搖直上，希望禮利能亦步亦趨，在他受傷期間亦經常來電查詢傷勢進展。
2009年2月10日英格蘭U21到西班牙馬拉加出戰厄瓜多爾國家隊，禮利正選上陣，英格蘭小國腳上半場先入兩球，惟因經驗不足，於下半場倒輸三球而以2-3敗陣而回。禮利在3月31日折斷左腳蹠骨而缺陣了整季賽事，他更會進行手術治理其長久臀部屈肌的傷患，因而缺陣英格蘭U21在6月舉行的瑞典歐洲U-21足球錦標賽決賽週比賽，而在此之後，他已超齡不會再代表英格蘭U21上陣。

## 榮譽
格雷斯
- 英格蘭足總錦標：2006年；

狼隊
- 英格蘭足球冠軍聯賽冠軍：2008/09年；

## 外部連結
- 狼隊官網：米高·禮利簡歷
- 足球数据库：米高·禮利的球员统计数据